# Semondans
Semondans  é uma comuna francesa, situada no departamento de Doubs,  região administrativa de Borgonha-Franco-Condado.
Sua superfície é de 2,77 km² e uma população de 236 habitantes, segundo os dados registradoes em 1999.
Esta situado no norte de Borgonha-Franco-Condado, à 9 km de Montbéliard e a 25 km de de Belfort.
As comunas que fazem limite são : Aibre, Désandans, Échenans e Raynans.
A personalidade da comuna é o micologista Aimé Georges Parrot.